# Crombrugghia
Crombrugghia là một chi bướm đêm thuộc họ Pterophoridae.

## Các loài
- Crombrugghia distans (Zeller, 1847)
- Crombrugghia kollari (Stainton, 1851)
- Crombrugghia laetus (Zeller, 1847)
- Crombrugghia reichli Arenberger, 1998
- Crombrugghia tristis (Zeller, 1839)